# Ruchocice (wieś)

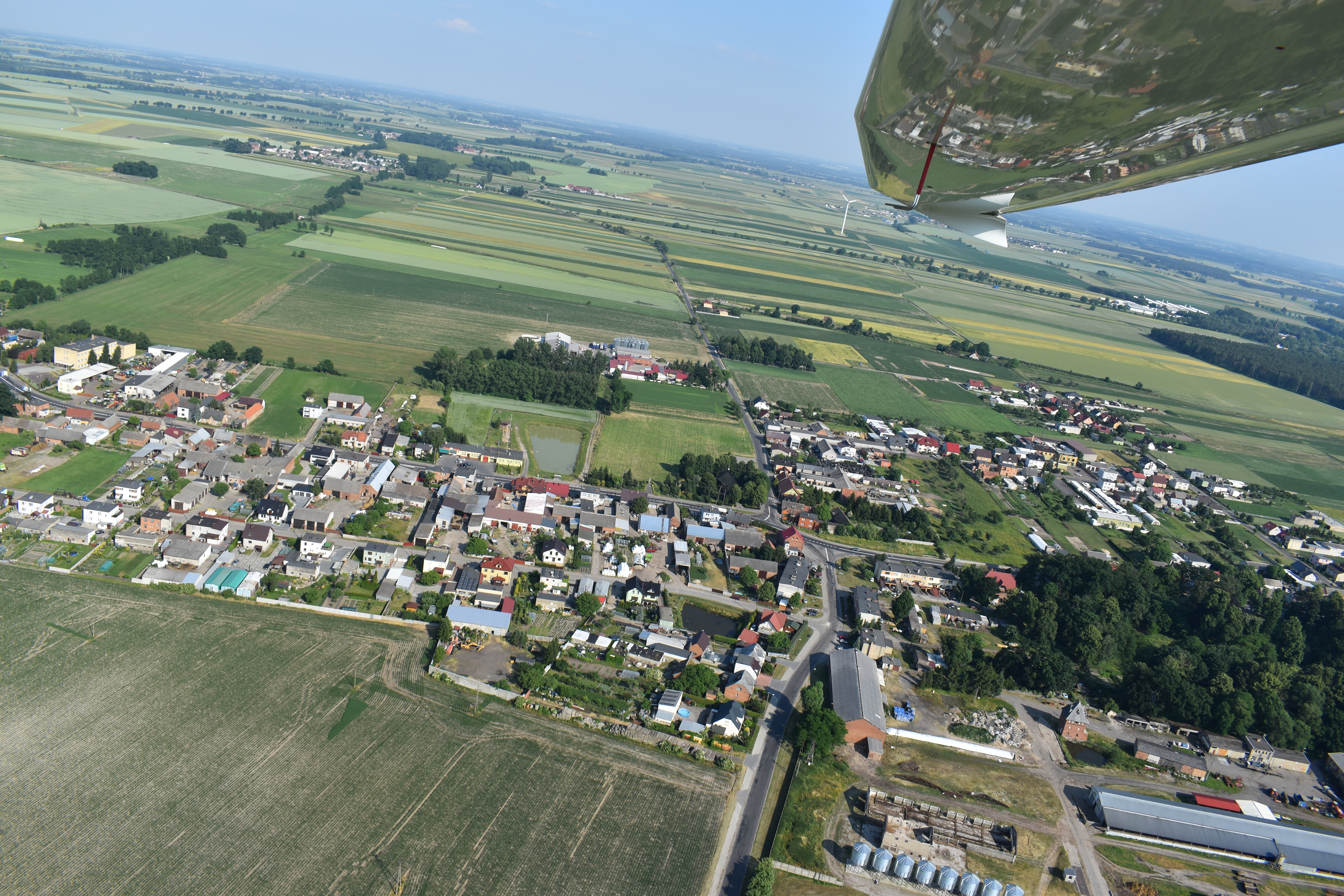
Ruchocice zdjęcie lotnicze

Ruchocice – wieś w Polsce położona w województwie wielkopolskim, w powiecie grodziskim, w gminie Rakoniewice.

## Historia
Miejscowość pierwotnie związana była z Wielkopolską. Ma metrykę średniowieczną i istnieje co najmniej od końca XIV wieku. Po raz pierwszy wymieniana w łacińskim dokumencie z 1398 jako Ruchoczicza, 1406 Ruchoczicze, 1465 Ruchoczycze.
Miejscowość była własnością szlachecką należącą do lokalnej szlachty wielkopolskiej. W 1462 miejscowość leżała w powiecie kościańskim w Koronie Królestwa Polskiego. W 1424 stała się siedzibą własnej parafii. W 1510 należała do dekanatu Grodzisk.
W 1398 jako świadek w dokumencie sądowym odnotowano Mikołaja Kędzierza z Ruchocic. W 1418 Mościc ze Stęszewa kasztelan poznański przedstawił w sądzie dokument nabycia Oporowa, Ruchocic i części Grąbiewa od braci niedzielnych Jana, Macieja, Pawła, Wojciecha i Bodzęty. Lisek Wyskota z Oporowa zgłosił swoje roszczenia z tytułu praw bliższości do tych dóbr. W latach 1419–1420 Michał sołtys z Ruchocic toczył proces sądowy z Pietraszem Szelewskim o zagarnięcie gwałtem sołectwa oraz związanego z nim przywileju. W 1462 Sędziwój Korzbok Ruchocki sprzedał Szczepanowi Chybskiemu kanonikowi poznańskiemu 5 grzywien czynszu z Ruchocic z zastrzeżeniem prawa odkupu za 60 grzywien. W 1475 zapisał on Mikołajowi Strykowskiemu na czas życia Heleny stolnikowej, swej siostry, 5 grzywien czynszu z Ruchocic, małdrat żyta oraz miarę pszenicy. W 1482 Jan Śmigielski kupił od Sędziwoja Trzebawskiego wsie Ruchocice, Guździno oraz Gola za 2000 złotych węgierskich.
W 1510 następuje podział majątku pomiędzy braci Wojciecha, Andrzeja i Stanisława Śmigielskich synów zmarłego Jana. Stanisław otrzymał części Śmigla, Nietąszkowa, Unina, Ruchocic, Goli i Guździna. W 1515 nastąpił ponowny podział majątku po śmierci Stanisława: Andrzej otrzymał połowę Ruchocic oraz opuszczone wsie Guździno i Golę, a Wojciech połowę Śmigla i Nietąszkowa. W 1554 Stanisław Jaskólecki otrzymał od ojca Jakuba należące do niego dobra w tym m.in. we wsi Ruchocice. W 1554 zapisał na tych majętnościach swojej żonie Katarzynie Strykowskiej po 2000 złotych posagu oraz wiana. W 1563 został zabity przez Macieja Rąbińskiego, pozostawiając dzieci: Andrzeja, Piotra, Jakuba, Mikołaja i Annę Jaskóleckich, którzy po osiągnięciu pełnoletności odziedziczyli majątek. W 1591 Mikołaj Jaskólecki zapisał swojej żonie Katarzynie Międzychodzkiej po 2500 złotych posagu i wiana na Ruchocicach i Guździnie. W 1599 Jan z Ostroroga dziedzic Grodziska pozwał Jakuba Gnińskiego z Gnina o to, że zmienił przekopem bieg wody płynącej od dawna ze stawu Jezierzyska należącego do wsi Zdrój w kierunku Grodziska, kierując ją w stronę Ruchocic.
Miejscowość odnotowały historyczne rejestry podatkowe. W 1530 miał miejsce pobór podatków od 7 łanów, a od karczmy 3 grosze. W 1563 pobrano opłaty od 13 łanów, karczmy dorocznej. W 1564 we wsi było 19 łanów. W latach 1603–07 w Ruchocicach było 14 łanów osiadłych oraz 6 łanów folwarcznych.
Wskutek II rozbioru Polski w 1793 wieś przeszła pod władanie Prus i jak cała Wielkopolska znalazła się w zaborze pruskim. W okresie Wielkiego Księstwa Poznańskiego (1815–1848) miejscowość wzmiankowana jako Ruchocice należała do wsi większych w ówczesnym powiecie babimojskim rejencji poznańskiej. Ruchocice należały do rakoniewickiego okręgu policyjnego tego powiatu i stanowiły siedzibę majątku Ruchocice, który należał wówczas do Zastrowa. Według spisu urzędowego z 1837 roku Ruchocice liczyły 308 mieszkańców, którzy zamieszkiwali 32 dymy (domostwa).
W latach 1975–1998 miejscowość administracyjnie należała do województwa poznańskiego.
Urodził się tu Józef Marian Wojciechowski – dziennikarz, porucznik rezerwy Wojska Polskiego, ofiara zbrodni katyńskiej.